# Aleksander Granas
Aleksander Granas pseud. Wroński (ur. 14 kwietnia 1885 w Modelu, zm. 1937 w ZSRR) – działacz SDKPiL i KPP, sekretarz sekcji polskiej Komitetu Wykonawczego MOPR 1930-1931.
Był samoukiem, pracował jako szewc, robotnik rolny, urzędnik, metalowiec, technik dentystyczny. W 1905 był współzałożycielem organizacji SDKPiL w Kaliszu. 1907-1908 działał w Komitecie Łódzkim SDKPiL, następnie został aresztowany i zesłany na Syberię, skąd zbiegł w 1912. Następnie działał w organizacjach SDKPiL w Krakowie, Warszawie, Zgierzu, Łodzi, Pabianicach, Kaliszu, Rzeszowie, Budapeszcie i Kopenhadze, gdzie od sierpnia 1914 do 1917 był sekretarzem sekcji SDKPiL. W 1917 przybył do Petersburga wraz z Leninem i działał w miejscowej grupie SDKPiL. Członek Rady Delegatów Robotniczych i Żołnierskich (RDRiŻ) w Wenden (Kiesi) na Łotwie. Delegat na VI Zjazd SDPRR(b) z ramienia organizacji wendeńskiej. Na początku 1918 był komisarzem do spraw polskich na okręg liwoński (Łotwa). Po powrocie do Polski w 1919 wstąpił do KPP, a w styczniu 1919 współorganizował warszawską RDRiŻ. W 1920, 1922-1924 i w 1929 był więziony za działalność komunistyczną. Od 1930 w ZSRR, sekretarz sekcji polskiej KW MOPR. W 1931 wstąpił do Stowarzyszenia Starych Bolszewików. W ostatnich latach życia był dyrektorem biblioteki Muzeum Rewolucji w Moskwie. W 1937 został aresztowany, oskarżony "o przynależność do POW", i stracony w Butrykach. Zrehabilitowany w 1956 roku.
Jego synem był Józef Granas, również działacz komunistyczny, brał udział w Wojnie domowej w Hiszpanii (1936-1939). Zrzucony spadochronem do okupowanej Polski w 1942 r., przepadł bez wieści.